# اگزالات باریم
اگزالات باریم (به انگلیسی: Barium oxalate) با فرمول شیمیایی BaC۲O۴ یک ترکیب شیمیایی با شناسه پاب‌کم ۶۸۲۰۱ است؛ که جرم مولی آن ۲۲۵٫۳۴۶ g/mol می‌باشد. این ترکیب از پیوند یون فلزی باریم با آنیون اگزالات تولید می‌شود.